# Pompeo Batoni

Pompeo Batoni – Porträtt av Charles Crowle (1762). Louvren, Paris.

Pompeo Girolamo Batoni, född 5 februari 1708 i Lucca, död 4 februari 1787 i Rom, var en italiensk målare, verksam i Rom från 1728. Batoni var, jämte Mengs, en av de mest efterfrågade konstnärerna i 1750-talets Rom. 
Han var först guldsmed, och ägnade sig vid sidan om åt miniatyrmåleri, men upptog senare det stora måleriet. Batoni anlände 1728 till Rom, där han intensivt studerade antikens konst och Rafaels verk. Han kom att bli berömd för sina mytologiska och religiösa målningar. Med tiden blev han även en internationellt uppskattad porträttmålare.